# Sławczo Denczew
Sławczo Denczew (ur. 3 września 1947 w Małomirze w Bułgarii) – polski naukowiec, profesor nauk inżynieryjno - technicznych, dyscyplina naukowa - inżynieria środowiska, górnictwo i energetyka - Akademia Pożarnicza w Warszawie, emerytowany profesor nadzwyczajny Politechniki Warszawskiej w Płocku.

## Kariera zawodowa
Był naczelnym inżynierem oraz dwukrotnie pełniącym obowiązki dyrektora naczelnego (1992, 2001–2003) Miejskiego Przedsiębiorstwa Wodociągów i Kanalizacji w m.st. Warszawie.
Jest specjalistą z zakresu wodociągów i kanalizacji, przeciwpożarowego zaopatrzenia w wodę oraz organizacji i zarządzania infrastrukturą komunalną w szczególności sektorem wodociągów i kanalizacji w sytuacjach kryzysowych. Jest rzeczoznawcą PZITS, rzeczoznawcą budowlanym, biegłym Wojewody Mazowieckiego w zakresie postępowań wodnoprawnych oraz ocen oddziaływania na środowisko, ekspertem oraz recenzentem wpisanym do bazy danych OPD, ekspertem PNTTE w zakresie eksploatacji wodociągów i kanalizacji. Posiada uprawnienia budowlane do projektowania i kierowania robotami bez ograniczeń w specjalności instalacyjnej w zakresie sieci, instalacji i urządzeń cieplnych, wentylacyjnych, gazowych, wodociągowych i kanalizacyjnych oraz dyplom Ministra Skarbu Państwa dla Kandydatów na Członków Rad Nadzorczych w Spółkach Skarbu państwa.

## Kariera naukowa
Wydział Inżynierii Sanitarnej i Wodnej Politechniki Warszawskiej ukończył w 1977 roku otrzymując tytuł zawodowy inżyniera inżynierii środowiska, specjalność: zaopatrzenie w wodę i unieszkodliwianie ścieków i odpadów, natomiast w roku 1980 uzyskał stopień magistra inżyniera inżynierii środowiska.
W 1997 roku obronił doktorat na Wydziale Budownictwa i Inżynierii Środowiska Politechniki Białostockiej na podstawie rozprawy Niezawodność podsystemu podłączeń wodociągowych na przykładzie warszawskiego systemu dystrybucji wody pitnej, a w 2001 roku uzyskał habilitację przedkładając na Wydziale Inżynierii Środowiska Politechniki Warszawskiej pracę Podstawy metodyczne eksploatacji układów dystrybucji wody. Od 2002 roku jest profesorem nadzwyczajnym w Szkole Głównej Służby Pożarniczej, natomiast od 2003 roku profesorem nadzwyczajnym w płockiej filii Politechniki Warszawskiej. W 2008 roku otrzymał tytuł profesora nauk technicznych. Od 2009 roku jest profesorem zwyczajnym w SGSP.
Obszarem badań Sławczo Denczewa jest projektowanie, budowa i eksploatacja wodociągów i kanalizacji, modelowanie systemów eksploatacji wodociągów i kanalizacji, organizacja i zarządzanie infrastrukturą komunalną ze szczególnym uwzględnieniem systemów zaopatrzenia w wodę i odprowadzania ścieków, przeciwpożarowe zaopatrzenie w wodę.

## Dorobek naukowy
Opublikował oraz opracował, głównie samodzielnie, ponad 200 prac (artykułów i referatów w 18 czasopismach zagranicznych i krajowych). Ponadto zrealizował ponad 120 projektów oraz ponad 150 opinii technicznych, ekspertyz i operatów wodnoprawnych. Wypromował 4 doktorów nauk technicznych oraz ponad 400 magistrów inżynierów i inżynierów. Sławczo Denczew wraz z Andrzejem Królikowskim, jest autorem pracy Podstawy nowoczesnej eksploatacji układów wodociągowych i kanalizacyjnych, pierwszego polskiego opracowania ujmującego w nowoczesny sposób złożoną tematykę eksploatacji dającą podstawy naukowe eksploatacji wodociągów i kanalizacji. W powyższej książce prof. Denczew wykorzystał wyniki swoich badań, które dały podstawę do zaprezentowania w owej pracy metodyki eksploatacji układów wodociągowych i kanalizacyjnych w ujęciu systemowym. Metodyka Sławczo Denczewa, opracowana i wdrożona przez niego w procesie eksploatacji sieci w Warszawie, stanowi podsumowanie jego doświadczenia praktycznego pod kątem eksploatacji układów wodociągowych i kanalizacyjnych. Sławczo Denczew jest autorem pierwszej w języku polskim pracy poświęconej problematyce audytowania systemów eksploatacji wodociągów i kanalizacji, a wg recenzji miesięcznika „Inżynieria i Budownictwo” – unikalnego i nowatorskiego opracowania Przeciwpożarowe zaopatrzenie w wodę oraz pracy Eksploatacja wodociągów i kanalizacji. Podstawy prawne i naukowe wraz z przykładami praktycznymi. Jest twórcą wzoru użytkowego Tymczasowe mobilne stanowisko do uzdatniania wody do spożycia przydatnego w sytuacjach kryzysowych.

### Publikacje
Źródła:
- Podstawy metodyczne eksploatacji układów dystrybucji wody, Oficyna Wydawnicza Politechniki Warszawskiej, 2000, ISSN 1234-4338[16].
- Podstawy nowoczesnej eksploatacji układów wodociągowych i kanalizacyjnych, współautor Andrzej Janusz Królikowski, Wydawca: Arkady 2003, ISBN 83-213-4266-3[17].
- Podstawy gospodarki komunalnej. Współczesne zagadnienia sektorów inżynieryjnych, Wydawnictwo Politechniki Białostockiej 2004, ISBN 83-88229-67-2[18].
- Organizacja i zarządzanie infrastrukturą komunalną w ujęciu systemowym, Wydawnictwo SGSP, 2006, ISBN 83-88446-16-9[19].
- Podstawy modelowania systemów eksploatacji wodociągów i kanalizacji, Wydawnictwo Komitetu Inżynierii Środowiska PAN, 2006, ISBN 83-89293-36-6[20].
- Gospodarka komunalna w praktyce. Ćwiczenia z gospodarki komunalnej, Wydawnictwo Politechniki Białostockiej, 2007, ISBN 978-83-60200-42-1[21].
- Zasady audytowania systemów eksploatacji wodociągów i kanalizacji, Wydawnictwo Zarządu Głównego PZITS, 2009, ISBN 978-83-87792-56-5[22].
- Przeciwpożarowe zaopatrzenie w wodę, Wydawnictwo SGSP 2012, ISBN 978-83-88446-28-3[23].
- Eksploatacja wodociągów i kanalizacji. Podstawy prawne i naukowe wraz z przykładami praktycznymi., Oficyna Wydawnicza Politechniki Warszawskiej 2014, ISBN 978-83-7814-321-5[24].
- Infrastruktura komunalna i jej zarządzanie w sytuacjach kryzysowych, Wydawnictwo SGSP 2016, ISBN 978-83-88446-71-9[1]

### Nagrody naukowe[7]
- Nagroda Ministra Spraw Wewnętrznych i Administracji za całokształt dorobku obejmujący osiągnięcia naukowe, dydaktyczne i organizacyjne – 2017
- Nagroda indywidualna stopnia I Rektora Politechniki Warszawskiej za osiągnięcia dydaktyczne w roku 2014;
- Nagroda Ministra Spraw Wewnętrznych za osiągnięcia dydaktyczne – za książkę Przeciwpożarowe zaopatrzenie w wodę (2013);
- Nagroda indywidualna Ministra Edukacji Narodowej i Sportu za książkę Podstawy gospodarki komunalnej. Współczesne zagadnienia sektorów inżynieryjnych (2005);
- Nagroda zespołowa Ministra Infrastruktury za publikację Podstawy nowoczesnej eksploatacji układów wodociągowych i kanalizacyjnych (2004);
- Nagroda zespołowa Ministra Edukacji Narodowej i Sportu za współautorstwo książki Podstawy nowoczesnej eksploatacji układów wodociągowych i kanalizacyjnych (2003).

## Odznaczenia

### Odznaczenia państwowe
- Złoty Medal za Długoletnią Służbę – 2013[7],
- Krzyż Kawalerski OOP – 2002[25],
- Złoty Krzyż Zasługi – 1999[26].

### Odznaczenia resortowe i branżowe
- Srebrna Odznaka „Zasłużony dla Ochrony Przeciwpożarowej” – 2021[27],
- Medal imienia prof. Zygmunta Rudolfa – najwyższe honorowe odznaczenie PZITS – 2016[28],
- Brązowa Odznaka „Zasłużony dla Ochrony Przeciwpożarowej” – MSWiA – 2006[7],
- Złoty Medal „Za Zasługi dla Pożarnictwa” – 2005[7],
- Złoty Inżynier ’99 w Kategorii Infrastruktura Techniczna – plebiscyt czytelników tygodnika „Przegląd Techniczny” – 1999[29].

## Członkostwa
Źródło.
- przewodniczący Komisji Regionalnej Polskiego Naukowo – Technicznego Towarzystwa Eksploatacyjnego w Płocku[30];
- przewodniczący Głównej Sekcji Wodociągów i Kanalizacji Polskiego Zrzeszenia Inżynierów i Techników Sanitarnych (PZITS)[31];
- członek honorowy PZITS – 2016[32];
- członek zwyczajny Akademii Inżynierskiej[33];
- członek Podsekcji Inżynierii Sanitarnej komitetu Inżynierii Lądowej i Wodnej PAN od 2004 roku[7];
- członek Zespołu Systemów Eksploatacji Sekcji Podstaw Eksploatacji Komitetu Budowy Maszyn PAN od 2007 roku[7];
- członek Rady Naukowej kwartalnika „Eksploatacja i Niezawodność” – Wydawca: PNTTE w Warszawie[34];
- członek Rady Programowej Wydawnictw Komunalnych „ABRYS” w Poznaniu[35].